# Pseudolueheia boreotis
Pseudolueheia boreotis är en hakmaskart som först beskrevs av Van Cleave och Williams 1951.  Pseudolueheia boreotis ingår i släktet Pseudolueheia och familjen Plagiorhynchidae. Inga underarter finns listade i Catalogue of Life.